# Kang Banszok
Kang Banszok (Kang Ban-sok) (hangul: 강반석, handzsa (hanja): 康盤石, Tedong (Daedong) megye, 1892. május 7. – Csilin (Jilin), 1932. július 31.) japánellenes kommunista aktivista, Kim Ir Szen (Kim Il-sung) édesanyja volt. Emléknapja április 21., ami egyben nemzeti ünnep Észak-Koreában.

## Családja
1892. május 7-én született, Kang Donuk (강돈욱, Kang Don-uk)  és, Ü Donsin (위돈신, Wi Don-sin)  gyermekeként a Csoszon (Joseon)beli Tedong (Daedong) megyében. Egy bátyja volt, Kang Dzsinszok (강진석, Kang Jin-sok).
Férje Kim Hjongdzsik (김형직, Kim Hyong-jik) volt, akivel kötött házasságából 3 fia született: Kim Ir Szen (김일성, Kim Il-sung) (1912–1994), Kim Csholdzsu (김철주, Kim Chol-ju) (1916–1935) és Kim Jongdzsu (김영주, Kim Yong-ju) (1920–2021).